# مورن پلات پیز
مورن پلات پیز (به لاتین: Morne Plat Pays) یک آتشفشان و کوه در دومینیکا است که در پریش سنت لوک واقع شده‌است. مورن پلات پیز ۹۴۰ متر بالاتر از سطح دریا واقع شده‌است.